# TV-3405
La TV-3405 és una carretera local de la comarca del Montsià, que discorre íntegrament pel terme municipal d'Amposta. Duu la T perquè és de les carreteres que pertanyen a la demarcació de Tarragona, i la V pel seu antic caràcter de carretera veïnal.
Arrenca a l'Embarcador d'Amposta, des d'on s'adreça cap a llevant seguint el marge dret de l'Ebre. Just passada la fita quilomètrica 5 arriba a la cruïlla, d'on arrenca la carretera TV-3403 en direcció Sant Jaume d'Enveja. Des d'aquest lloc la TV-3405 marxa cap al sud-est,però decantant-se progressivament cap a migdia. Al quilòmetre 11 arriba ran del Mas de Xapa, d'on arrenca cap al sud-oest la carretera TV-3406, també anomenada camí del Pas, en direcció la Ràpita. La TV-3405 continua cap al sud-est, fins que acaba al quilòmetre 19 on es troba la urbanització Eucaliptus i la platja de l'Aluet.